# Fredrik Stenman
Fredrik Stenman (* 2. června 1983 Munktorp) je švédský fotbalový obránce hrající v německém klubu Bayer Leverkusen. Stenman patří k nejvšestrannějším hráčům švédské reprezentace, ve které měl svůj debut v květnu 2006 v zápase proti Finsku. Mezi jeho největší dosavadní úspěchy patří dvakrát zisk švédského titulu v letech 2003 a 2005 s prvoligovým týmem Djurgarden.